# MONSTER WORLD
「MONSTER WORLD」（モンスター・ワールド）は、日本のロックバンド・HOWL BE QUIETのメジャー1枚目のシングル。2016年3月9日にポニーキャニオンから発売された。

## 概要
HOWL BE QUIETのメジャーデビューシングル。
初回限定盤と通常盤の2形態でリリースされ、初回限定盤にはDVDが付属されている。収録されている映像は、「MONSTER WORLD」MV(完全Ver.)、2015年11月21日に渋谷WWWにて行われたワンマンライブ“チャンス到来TOUR”より「孤独の発明」 「Merry」「GOOD BYE」「ライブオアライブ」「A.I.」「From Birdcage」といった選りすぐりのライブ映像が収録されている。加えて、メンバーによる秘密のオーディオコメンタリー(副音声)まで収められ、それを含めると60分以上にもおよぶ映像集となる。この日のライブはチケットが即日即完売、ファンの間では伝説的なライブとなっている。

## 収録曲
1. MONSTER WORLD [4:06] 
作詞・作曲：竹縄航太 / 編曲：HOWL BE QUIET、横山裕章
2. レジスタンス [4:15] 
作詞・作曲：竹縄航太 / 編曲：HOWL BE QUIET、横山裕章
3. Daily Darling [3:14] 
作詞・作曲：竹縄航太 / 編曲：HOWL BE QUIET、横山裕章

### DVD（初回生産限定盤のみ）
1. 孤独の発明
2. Merry
3. GOOD BYE
4. ライブオアライブ
5. A.I.
6. From Birdcage